# Dreschhalle

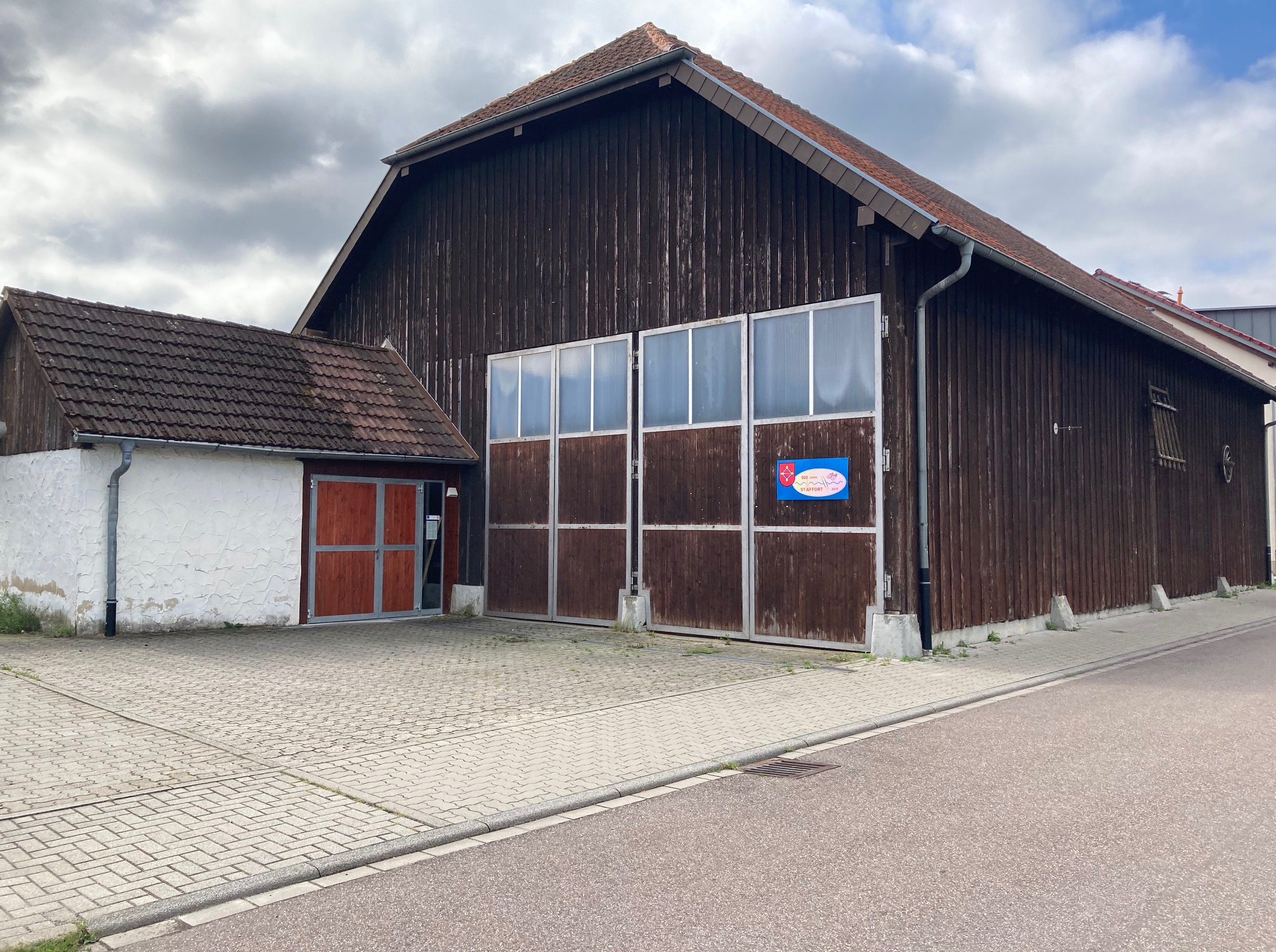
Dreschhalle Staffort die Kulturscheune der Gemeinde Stutensee-Staffort (2023)

Die Dreschhalle war ein vor allem im süddeutschen Raum verbreitetes gemeinschaftlich genutztes landwirtschaftliches Gebäude. Darin wurde bis zum Aufkommen des Mähdreschers das Getreide mit Hilfe einer Dreschmaschine gedroschen.
Getreide- und Samenkörner wurden über Jahrhunderte durch Schlagen mit dem Dreschflegel mit Menschenkraft aus der Ähre oder Hülse herausgelöst. In den landwirtschaftlich und bäuerlich geprägten Dörfern bildeten sich mit der fortschreitenden Mechanisierung der Landwirtschaft neue Maschinengemeinschaften. Zum Dreschen des Getreides wurden an zentralen Orten der Dörfer, meist auf Grundstücken der Gemeinden, bäuerlichen Genossenschaften oder landwirtschaftlicher Maschinengemeinschaften Gemeinschaftsgebäude errichtet. In diesen Hallen  wurden dann die Dreschmaschinen untergestellt.
Aufgrund denkmalpflegerischer Gesichtspunkte wurden die ehemaligen Dreschhallen oft erhalten und werden nach Umbau heute häufig als Gaststätten oder Bürgerhäuser genutzt.